# Історія освоєння мінеральних ресурсів Таїланду
Історія освоєння мінеральних ресурсів Таїланду
З древніх часів в Таїланді існували соляний і золотий промисли. У IV — VI ст. залізорудні родовища в горах Пномдек (поблизу сучасного кордону з Камбоджею) розроблялися племенами куі. Добували також золото і олов'яні руди, сіль. У VI — VIII ст. залізорудний район експлуатувався племенами кхмерів, а на заході країни монські племена добували руди олова, свинцю, срібла й золота. У XIII ст. на території країни добували руди олова і міді, на півночі країни — залізну руду.
У XIV — XVI ст. тайська держава Аютія розробляла олов'яні родовища Малаккського півострова. олово, свинець і селітра були предметами торгівлі. В період XVII — XVIII ст. гірнича справа занепадає внаслідок війни з Бірмою. Центром гірництва залишався півострів Малакка, де Сіам (стара назва Таїланду) увів монополію на видобуток олова і дорогоцінних каменів. У 30-і роки XVII ст. Сіам експортував річно 120—180 т свинцю, 90-120 т олова, 15-20 тис. кошиків солі.
Починаючи з 30-х років XIX ст. виникають великі гірничодобувні артілі, чисельністю в кілька сотень чоловік, які складалися здебільшого з китайських емігрантів. Відбійку руди здійснювали крім іншого струминними механізмами, причому дерев'яні помпи діяли від водяних коліс (тому роботу вели цілодобово, тільки в сезон дощів). Гірничу масу скидали з висоти гірського масиву вниз в рудопромивні колодязі, зроблені в граніті. В середині XIX ст. Сіам вивозив близько 300 т олова на рік.
Між горами Чайнат і Накхонсаван велася відкрита розробка залізної руди. Її на баржах вивозили в м. Тисинґ. На узбережжі Сіамської затоки з морської води випаровували сіль. У 80-і роки XIX ст. виробництво заліза, міді, свинцю і олова пережило кризу, викликану нестачею капіталів. У цей період англійські та австралійські компанії отримують концесії на видобуток олова, італійські добувають золоті руди на півострові Малакка. На початку XX ст. в Сіамській затоці й на острові Самуй починається розробка покладів вольфрамових руд. Для розробки розсипів застосовують драги. В 1907 р. створена найпотужніша в країні гірнича компанія, яка практично монополізує видобуток олова й золота. В XX ст. країна експортувала 17 корисних копалин, головним чином — поліметалічні руди.
В кінці XX ст. Таїланд має в своєму розпорядженні багаті ресурси корисних копалин. Надра містять природний газ, буре вугілля, олов'яні і стибієві руди, калійні солі, плавиковий шпат. Є також нафта, горючі сланці, руди міді, заліза, цинку, свинцю, мангану, вольфраму, ніобію, танталу, рідкісних земель, бариту, дорогоцінних каменів і невеликі родовища кам'яного вугілля, свинцю, золота, кухонної солі.
На початку XXI ст. у країні добувається 39 видів корисних копалин (22 нерудних, 14 металічних і 3 паливних), з яких 17 експортуються. Загальна вартість видобутої мінеральної сировини у 2001 р склала 24-25 млрд. Частка гірничодобувної промисловості — 2 % ВВП, вона є важливим джерелом валютних надходжень. Важливе значення мають видобуток і виробництво стибію, вольфраму, свинцю, цинку, гіпсу, каоліну, кам'яної солі, тальку. Таїланд є одним з провідних постачальників олова і вольфраму на світовий ринок. Нарощується видобуток паливно-енергетичної сировини. Основний виробник мінерально-металічної продукції в країні — компанія Padaeng Industry plc. (UM of Belgium — 44.77 %) і уряд Таїланду (Thai Ministry of Finance) −13.81 %.
Підготовка наукових кадрів з гірничих наук, металургії і наук про землю ведеться в університеті Чулалонгкорн у Бангкоку (заснований у 1917 р.), Королівському університеті м. Сонгхла (1964), університетах Махідол і Срінакхарінвірот у Бангкоку, університеті м. Чіангмай.